# 萨尔瓦铁拉德埃斯卡
萨尔瓦铁拉德埃斯卡，是西班牙阿拉贡自治区萨拉戈萨省的一个市镇。 总面积81平方公里，总人口269人（2001年），人口密度3人/平方公里。它位于埃斯卡河上。

## 历史
是13世纪里作为保护阿拉贡王国对納瓦拉王國的入侵建造的。在此之前这里有一座876年启用的修道院。其遗址依然保存。

## 行政区划
萨尔瓦铁拉德埃斯卡分两个市区，此外在境内还有一个已经被废弃的居民点。

## 名胜
- 哥特式教堂
- 18世纪建造的教堂
- 隐士村

## 书籍
- Huesca. Guía turística del Altoaragón, Editorial Pirineo, Huesca 2003, ISBN 84-87997-68-6, S. 21